# 출발! 대구대행진
류강국의 출발! 대구대행진은 TBN 대구교통방송(대구 FM 103.9, 김천 FM 95.9㎒)에서 평일 아침 7시부터 8시 53분까지 방송되는 대구·경북권 지역의 출근길 라디오 프로그램이다. 진행자는 배우 류강국이다.

## 프로그램 소개
- 상쾌한 아침! 류강국의 출발 대구대행진과 함께하세요~

## 코너소개

### 매일코너
- 오늘 아침 간추린 뉴스 - 전국 및 지역 뉴스 훑어보기
- (꽁트) 오늘도 달수씨! - 달수씨 부부를 통해 보는 세상만사
- 출발! 포커스 - CCTV 상황 및 제보를 통해 살펴보는 출근길 교통상황

## 요일코너

### 월요일
- 스포츠! 스포츠! : 한 주간 챙겨봐야 할 주요 스포츠 소식 (이종훈 스포츠평론가)
- 있다?없다? 퀴즈 : 정답은 무조건 '있다' 아니면 '없다', 둘 중에 하나!

### 화요일
- 지구를 지켜라! : 지구 살리기 프로젝트! (대구녹색소비자연대 정현수 대표 / 릴레이 탄소다이어트 챌린지 / 희망토농장 강영수 이장)
- 시, 만(맞)나!? : 시(詩)와 친해지는 시간! (MC 정지훈)

### 수요일
- 최고운전 프로젝트 : 대구의 품격을 높이는 당신의 최고운전
- 정윤화를 잡아라 : 3단계로 제시되는 힌트를 듣고 연상되는 정답을 맞혀주세요! (정윤화 리포터)

### 목요일
- 한 주간 교통뉴스 : 한 주간 주요 교통이슈만 쏙쏙! (오토타임즈 박홍준 기자)
- 건강퀴즈 : 건강도 잡고 행운도 잡는 시간! (가정의학과 전문의 권길영 교수)

### 금요일
- 안전 착착! : 생활 속 안전! 챙겨드릴게요~
- 반주왓쏭(what song) : 노래방 반주만 듣고 제목을 맞혀라!